# Rivière aux Outardes (biflöde till Saint Lawrencefloden)
 Rivière aux Outardes ("Kanadagåsfloden") är en flod i provinsen Québec i Kanada som sträcker sig 480 km mellan källan i Otishbergen och Saint Lawrencefloden. Outardes passerar Plétipisjön och flera vattenkraftverk innan den mynnar i Saint Lawrencefloden mellan Ragueneau och Pointe-aux-Outardes, cirka 30 km sydväst om Baie-Comeau.